# La Bola de la Partió
La Bola de la Partió és una agulla de la Muntanya de Montserrat que s'alça a 1037,7 metres sobre el nivell del mar. Es troba al Sector Bola de les Agulles (vegeu divisió zonal de la muntanya de Ramon de Semir 1949) i administrativament pertany al municipi del Bruc (comarca de l'Anoia). Forma part d'un cordó de roques i agulles que des de la Paret d'Agulles baixa en direcció sud directament cap al Refugi Vicenç Barbé, del qual està a uns escassos tres-cents metres de distància. Es troba entre les agulles de La Bitlla al sud i La Reina al nord. La seva silueta en forma de bola al damunt d'una peanya la distingeix de les agulles del seu entorn i la fa ben fàcil d'identificar.

## Apunts d'Història

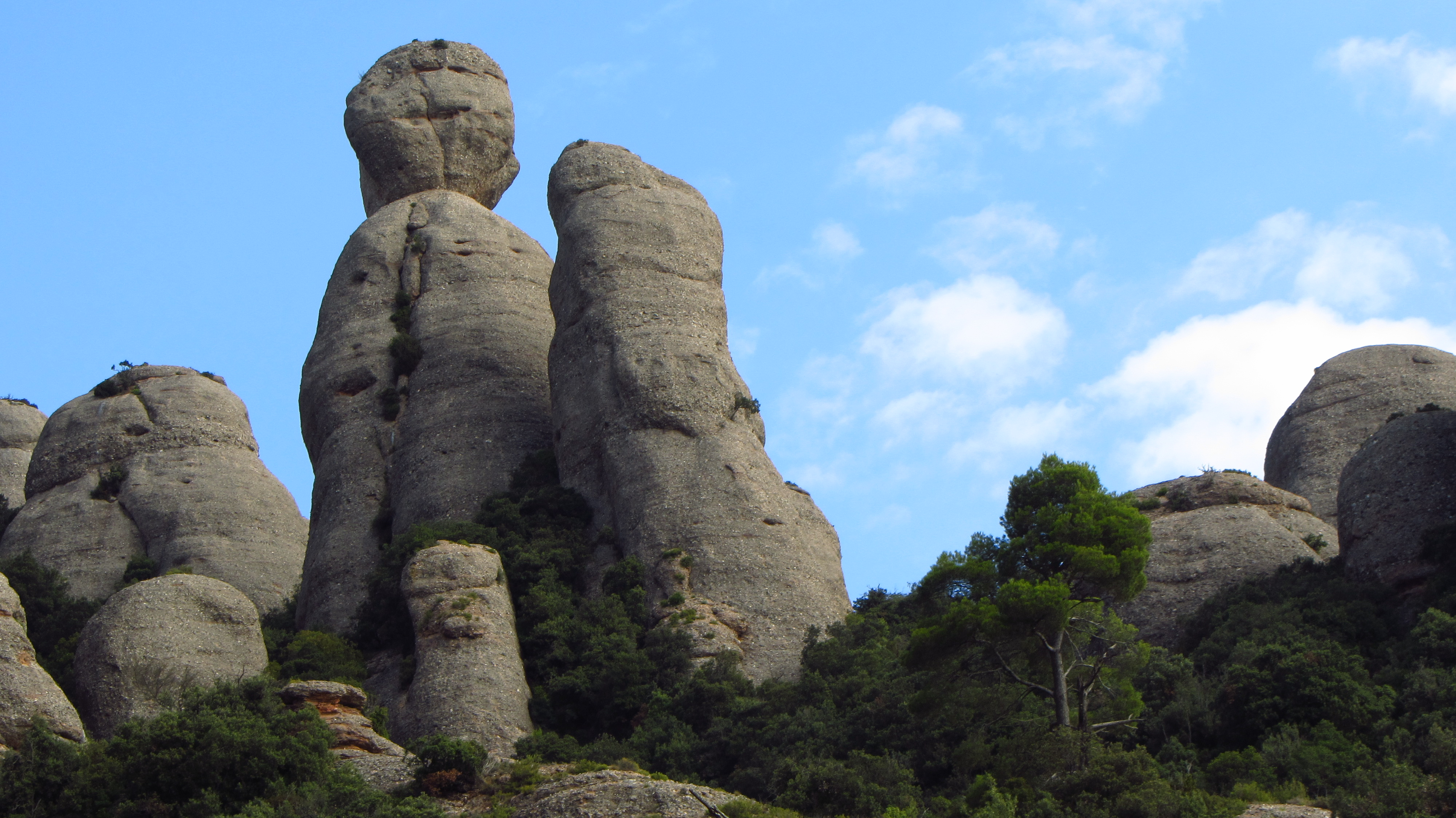
La Bola de la Partió entre La Reina, a l'esquerra i La Bitlla, a la dreta.

La primera ascensió la van dur a terme, el 1940, Ernest Mallafré, Josep Piqué i Carme Romeu per la cara nord, per la que avui es coneix amb el nom de Via Original.
Sabem per Panyella a Estivill, L. (1949), a Fatjó, J. (2005) que en aquells anys les parets balmades o de pendent negativa de la Bola s'escalaven mitjançant una rudimentària tècnica d'escalada artificial anomenada tracció a doble corda que resultava difícil, llarga i perillosa, que requeria gran fortalesa física i habilitat en la col·locació dels claus que havien de resistir la tracció de la corda i el pes de l'escalador. Amb aquesta tècnica, la Bola de la Partió requeria de cinc a sis hores d'escalada, segons aquests autors.